# レーヴァークーゼン
レーヴァークーゼン（Leverkusen, ドイツ語発音: [ˈleːvɐkuːzn̩] ( 音声ファイル)[leːɐˈkuːzn̩]）は、ドイツのノルトライン＝ヴェストファーレン州にある都市。ヨーロッパ最大級の大都市圏であるライン・ルール大都市圏に属する。約10 km南にケルン、25 km北にデュッセルドルフ、約60 km北東にドルトムントが位置している。人口は約17万人である。レーバークーゼン、レヴァークーゼン、レバークーゼンなどとも表記される。

## 地勢・産業
ライン川右岸に位置する工業都市。製薬会社のバイエル（バイヤー）があることでも知られる。ケルン市との間にはChempark(化学公園)があり、多くの化学関連企業が集積している。レヴァークーゼン市内には、地域交通のRE1,5,7番線、RB48番線およびSバーン6番線、ケルンシュタットバーン4番線が走っており、Leverkusen Mitte駅からケルン、デュッセルドルフ両都市を約15分で結ぶ。ケルン・ボン国際空港、及びデュッセルドルフ空港には30分以内に到着する。

## 歴史
- 1815年よりプロイセンの支配下に入った。
- 1860年、薬剤師のカール・レーヴァークス (レバークス[12]、Carl Leverkus) が、市内のヴィースドルフ（Wiesdorf）に染料工場を設立した。
- 1891年、染料工場をバイエル社が引き継いだ。
- 1912年、バイエル社が市内のヴィースドルフに事務所を移転し、街がドイツの化学産業の中心となるきっかけとなった。
- 1930年、いくつかの地域が合併してレーヴァークーゼンと改称した。第二次世界大戦で多大な打撃を受けたが、戦後復興を果たした。

## スポーツ
- ブンデスリーガに所属するバイエル・レバークーゼンの本拠地であり、収容人数30,210人のサッカー専用スタジアム、バイ・アレーナがある。
- バスケットボール・ブンデスリーガ（ドイツプロバスケットボールリーグの1部）に所属するバイエル・ジャイアンツ・レバークーゼンの本拠地。

## 姉妹都市
- オウル（フィンランド）1968年[14]
- ブラックネル・フォレスト（ドイツ語版）（イギリス）1973年[15]
- リュブリャナ（スロヴェニア）1979年[16]
- ナザレ（イスラエル）1980年[17]
- チナンデガ（ニカラグア）1986年[18]
- シュヴェート/オーダー（ドイツ語版）（ドイツ）1989年[19]
- ヴィルヌーヴ＝ダスク（フランス）年[20]
- ラチブシュ（ポーランド）2002年[21]
- 無錫市（中国）2014年[22]

## ゆかりのある人物
- デトレフ・シュレンプ：バスケットボール選手
- ヴォルフ・フォステル：画家
- ディートマー・メーゲンブルク：陸上選手
- ユタ・ブリースウィッツ：撮影監督、映画監督